# Futuredrome
Futuredrome var ett tvåårigt kulturellt projekt som blandade kulturformerna levande rollspel, musikfestival och konsthappening till en sorts allkonstverk. Sommaren 2002 genomfördes rollspelet, filminspelningen samt konst- och musikfestivalen i ett övergivet stenbrott på Kinnekulle där man hade byggt upp en framtidsstad där futuredrome utspelade sig i en postapokalyptisk värld. Futuredrome hade 1 500 deltagare som bestod av aktörer, artister och filmare. Bland annat spelade Irma Schultz Drottningen. 
Vintern 2003 släpptes alla 140 timmar filmat råmaterial på en open content-webbsajt för att vem som helst skulle kunna klippa sin egen Futuredromefilm och återberätta sin personliga Futuredrome-upplevelse med hjälp av bilder, film och ljud. På Göteborg Film Festival 2004 hade Futuredrome-filmen premiär.
Projektet fick stor uppmärksamhet i svenska medier.
Futuredrome arrangerades av The Story Lab, Riksteatern, Fabel och Oroboros i samarbete med flera hundra medarrangörer.